# 代々木高等学校
代々木高等学校（よよぎこうとうがっこう）は、三重県志摩市磯部町山原に本校を置く通信制の私立高等学校。本部他に東京の代々木、大阪、名古屋、岐阜、北京都、熊本、沖縄などにスクーリング会場がある広域通信制高等学校。公式の通称はよよこ～。

## 沿革
- 1993年 - 現在のサポート校である代々木高等学院 開校
- 2005年4月 - 代々木高等学校 開校（構造改革特区制度を利用）
- 2006年4月 - 通信制課程 広域制承認
- 2021年4月 - 学校法人代々木高等学校 設置[1]

## 設置コース
- 高等学校（本校）
  - 通信一般（在宅型）コース
  - 通学コース
    - 週3日コース
    - 週5日コース

  - 奨学金コース
    - お好み千房奨学金コース
    - チャレンジゲイトコース奨学金コース
    - とらふぐ亭奨学金コース
    - バイクメカニック奨学金コース
    - 伊勢志摩あのりふぐコース
    - 伊勢志摩料理人コース
    - 伊勢志摩漁師コース
    - 助六奨学金コース
    - 左官奨学金コース
    - 銀座寿司職人奨学金コース

サポート校
- 代々木高等学院
  - オルタナティブスクール体験型コース
    - 週3日コース
    - 週5日コース

  - アスリートゴルフコース

## スクーリング会場
- 志摩賢ベース（志摩市賢島）[2]
  - 建物はかつて近鉄グループの旅館「賢島宝生苑賢島別館」として営業していたものを借りている[3]（賢島宝生苑自体は現在も別の場所で営業中）。
- 志摩夏草本校（志摩市磯部町山原）[2]
  - 建物は廃校となった志摩市立成基小学校の校舎を借りている[2]。
- 東京本部（代々木）（東京都渋谷区）
- 大阪本部（中央区）（大阪市中央区）

## キャンパス
- 志摩夏草本校
- 東京
- 大阪
- 名古屋

### サテライト教室
- 新宿サテライト教室
- 東京医歯薬サテライト教室
- 高円寺サテライト教室
- 高円寺サテライト教室
- 中野サテライト教室
- 恵比寿サテライト教室
- 代官山サテライト教室
- 六本木ヒルズ サテライト教室
- 三河島サテライト教室
- 立川サテライト教室
- 市川サテライト教室
- 船橋サテライト教室
- 横浜サテライト教室
- 静岡サテライト教室
- 名古屋サテライト教室
- 愛知岡崎サテライト教室
- 津サテライト教室
- 伊勢中川サテライト教室
- 伊勢サテライト教室
- 伊勢理美容サテライト教室
- 京都サテライト教室
- 奈良天理サテライト教室
- 奈良大和高田サテライト教室
- 大阪なんばサテライト教室
- 大阪堀江サテライト教室
- 大阪茨木サテライト教室
- 大阪ＹＡＲサテライト教室
- 大阪・上新庄サテライト教室
- 大阪・出戸サテライト教室
- くまもとサテライト教室
- ＴＫＧサテライト教室
- クレインサテライト教室
- オーストラリア シドニーサテライト教室
- カナダサテライト教室
- ニュージーランドサテライト教室
- グローバルパートナーズ留学サポートセンター
- With留学サポートデスク
- オーストラリア ゴールドコーストサテライト教室

### 協力校・無教室コース
- 東大家庭教師友の会
- 蛍雪義塾
- 株式会社東京一番フーズ
- パワーテクノロジー株式会社
- 株式会社 キャリアコンサルティング
- アイケイコーポレーション
- 伊藤学校　東京コース
- ミュージカル座
- 株式会社メイフェア
- エミール教育研究所
- NPO法人 こども盆栽
- 株式会社 アベブ
- 伊勢志摩料理人クラブ
- 和具近海鰹鮪船主組合
- サクシーオ東日本･西日本留学センター
- ビンス･バークレー テニスアカデミー

## 伊勢志摩元気プロジェクト
代々木高校の教員らは「伊勢志摩元気プロジェクト」と称する地域活性化に向けた活動に取り組んでおり、その一環としてバーチャルコミュニティー大学「賢島大学」を2007年（平成19年）に設立した。賢島大学は第1弾の活動として、多徳島のフィールドワークを実施した。

## 著名な出身者
- 笹生優花 - プロゴルファー
- 中島啓太‐プロゴルファー
- 馬場咲希‐プロゴルファー
- 伊藤あおい‐プロテニスプレーヤー